# 야쿠르트 도다 구장
야쿠르트 도다 구장(일본어: ヤクルト戸田球場)는 일본 사이타마현 도다시의 야쿠르트 혼샤 도다 종합 그라운드 내에 있는 야구장이다. 일본 프로 야구·도쿄 야쿠르트 스왈로스의 2군(이스턴 리그 소속)의 홈구장으로 사용하고 있으며, 동구단의 운영회사인 주식회사 야쿠르트 구단이 운영 관리하고 있다.  아라카와의 좌안측 하천 부지의 국유지내에 위치하고 있으며, 나라로부터 하천법에 근거한 점용 허가를 받고 있다.
덧붙여 도다시내에는 사이쿄선 키타도다역 근처에 도다시 북부 공원 야구장(시영 구장)이 있지만, 그곳은 경식 야구에서는 사용할 수 없고 이스턴 리그 공식전은 개최되지 않는다.

## 역사·특징
야쿠르트는 1968년부터 1976년 사이, 가나가와현 요코스카시에 있는 다케야마 그라운드를 연습장 및 2군 홈구장으로 사용하고 있었지만, 소유자의 게이힌 급행 전철에 반환되어, 그 대신에 연습장으로서 사이타마현 도다시내에서 야쿠르트 혼샤가 사원의 복리 후생용으로 차용하고 있는 아라카와 하천 부지의 부지를 사용하게 되어, 1976년 9월 2일에 신설되었다.
이 구장의 특징은 내야가 인공 잔디, 외야가 천연 잔디라는 독특한 그라운드 형태이다. 우치노의 백넷에서 3루측 부분에 있는 스탠드는 약 100명분의 벤치가 있을 뿐. 그 이외는 필드 주변에서의 입견인가, 3루 측장외에 있는 토수를 이용한 관전이 된다. 덧붙여 1루 측장외는 야쿠르트 육상 경기부의 트럭·야쿠르트 럭비부의 연습장과 연습용 서브 그라운드가 있기 때문에, 통상은 출입할 수 없다. 또, 이 구장의 서쪽은 도다시가 소유하는 운동 광장 〈아야코·도만 그린 파크〉(도다시 공원 녹지 공사가 지정 관리자로서 관리)에 인접하고 있다. 남쪽에는 야쿠르트 혼샤의 도다 종합 그라운드가 있어 야쿠르트 혼샤의 복리 후생용으로 사용되고 있다. 인근에는 스왈로스 도다 기숙사가 있어, 스왈로즈의 젊은 선수가 기거하고 있다.
아라카와 제 1조절 연못에 있기 때문에 아라카와 유역에서의 태풍, 집중 호우 등으로 증수했을 경우, 구장 전체가 수몰될 수도 있다. 물이 빼낸 후에도 그라운드 상태에 복구를 기다리기 위해 며칠에 걸쳐 사용할 수 없게 되는 경우가 있어, 이 경우는 원정 구단의 홈구장에서 야쿠르트의 주최 시합을 개최하는 일이 있다.
한편, 해당 구장과 선수 기숙사 등의 시설 노후화 탓인지 2026년경을 목표로 야쿠르트 구단이 2군 구장을 이바라키현 모리야시로 이전하는 것으로 야쿠르트 구단이 모리야시 등과의 협의를 개시한 것을 2022년 4월 15일 발표했다.

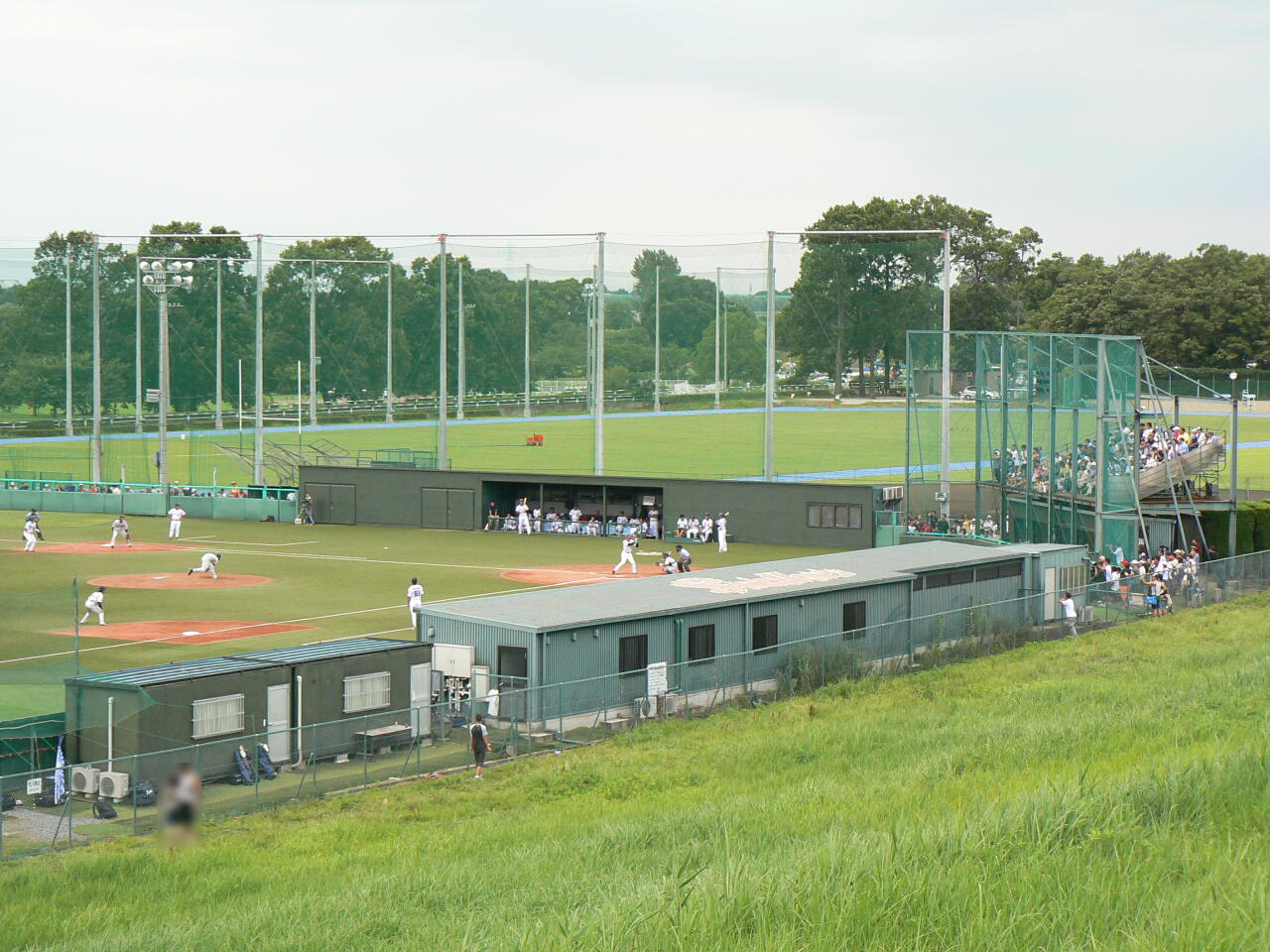
3루수 측에서 내야를 바라본 모습

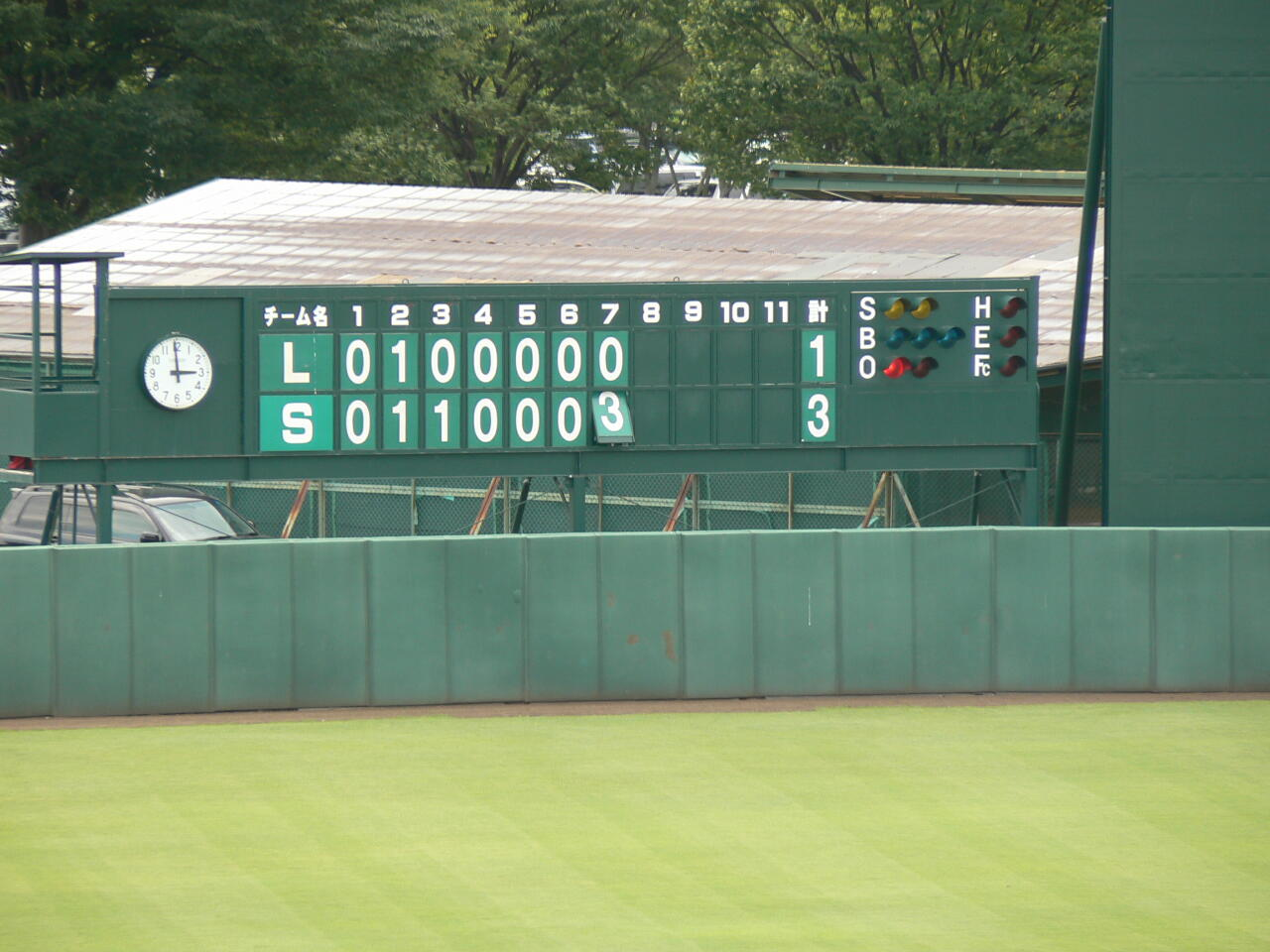
수리 전의 스코어보드 모습

## 시설 개요
- 좌우 펜스 :100m
- 센터 : 122m
- 내야 : 인공 잔디 (2015년 메이지 진구 야구장과 같은 스미토모 고무 공업제 〈하이브리드 터프 Exciting〉로 교체)
- 외야：천연 잔디
- 조명 설비 : 없음
- 스코어보드: LED 전광 게시판(10회까지. 합계 득점·안타·실책, 멤버 표시 가능) ※오른쪽 중간 측에 2017년 3월 설치되었다.[4][5]
  - 2016년까지는 왼쪽 중간 측에 설치되었지만, 득점 게시(11회까지)와 볼 카운트뿐이었다.[6]
  - 2020년의 개막전에서는 일부 복구해 사용되고 있다.[7]
- 수용 인원 :약 100명(2층의 상설 스탠드)
  - 그물 뒤에 벤치가 놓여있는 것으로만. 2013년에 가동식 지붕이 설치되었다. 또. 2014년부터는 1·3루측 불펜 측에도 〈불펜 스탠드〉가 설치되었다. 당시는 평일의 유료 시합이 되는 것은 백넷 뒤와 1루측만을 개방(전석 자유석), 토요일·일요일·공휴일은 3루측도 개방하고 있었다.(전석 지정석. 또한 1루측·백넷 측에 대해서는 각각 이벤트 참가 권리의 특전 첨부)[8]
  - 2015년부터 전 경기가 유료가 되어, 이스턴 리그의 시즌 중에는 백넷 뒤 2층석 외에, 백넷 뒤 1루측·3루측, 1루측 불펜 옆에 벤치 형식의 좌석이 설치되어 있어,  평일에는 1루측 불펜 옆이 무료로 개방된다. 정기적으로 이벤트도 개최되고 있다.
  - 2020년에는 외야석이 설치되었다.[9]
  - 3루 측장외의 토수로부터 관전하는 것도 가능하다.
  - 북과 트럼펫을 사용한 응원은 가능하다.

## 교통
- 도쿄 외환 자동차도·도다니시 인터체인지에서 차로 약 5분.
- 동일본여객철도(JR 동일본) 무사시우라와역에서 국제흥업버스 시모사키메 행에서 미타니모토 초등학교 입구 혹은 아야코·도만 그린 파크 입구에서 하차 후 도보 약 10분.
- JR 동일본 기타도다역에서 도보 약 30분.

## 같이 보기
- 일본의 야구 경기장 목록
- 도쿄 야쿠르트 스왈로스 (2군)

### 내용주
1. ↑  또한 건설 중인 아라카와 제2·제3 조절 연못과 같이, 하도와의 사이에 바둑제방이 있기 때문에, 작은 홍수 정도에서는 수몰하지 않는다.

### 참조주
1. ↑  게이힌 급행 전철에서 차지. 고쿠테쓰 시절에는 도쿄 고등공학교(현·시바우라 공업 대학) 그라운드 터의 요코하마시 고호쿠구 오오마치 2017번지에 합숙소 겸 연습장이 있었다.
2. ↑  “【ヤクルト】埼玉県戸田市にある2軍施設移転へ茨城県守谷市と協議開始、2026年の開業を目指す”. 주니치 스포츠. 2022년 4월 15일. 2022년 5월 1일에 원본 문서에서 보존된 문서. 2022년 5월 1일에 확인함.
3. ↑  【야쿠르트】도다 2군 시설의 스코어보드가 다음 시즌 내기 극적 진화 보관됨 2017-03-26 - 웨이백 머신(스포츠호치)
4. ↑  도쿄 야쿠르트 스왈로스 공식
5. ↑  츠바쿠로 2군 홈구장·도다 구장을 1·7억엔 개수! 젊은 동기 부여 UP에
6. ↑  【야쿠르트】태풍으로 수몰한 도다구장의 스코어 보드가 일부 복구 2군의 연습이 스타트
7. ↑  “2014년 도다 구장 티켓 정보”. 2014년 3월 17일에 원본 문서에서 보존된 문서. 2022년 1월 5일에 확인함.
8. ↑  오쿠가와 볼 수 있다!  야쿠르트 도다 구장에 외야 관객석 설치 (닛칸스포츠)